# Alcool de contrebande

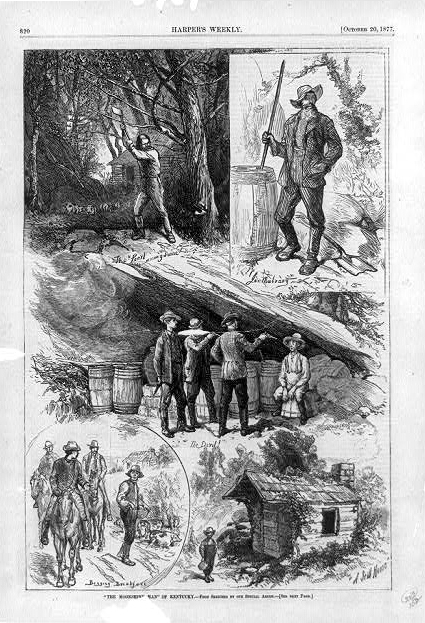
The Moonshine Man of Kentucky, illustration de Harper's Weekly, 1877, montrant 5 scènes de la vie de moonshiner du Kentucky.

Pour les articles homonymes, voir Moonshine.
L'alcool de contrebande, également appelé moonshine dans les pays anglo-saxons ou samogon en Russie est un alcool distillé de façon illégale et donc dans des conditions particulières. 

## Production
Comme pour la production de toutes les autres boissons alcoolisées, la levure ou les bactéries naturelles (comme le zymomonas) fermentent une source de sucre pour produire de l'alcool éthylique. L'alcool est ensuite extrait par la distillation.
En raison de son caractère illégal, il est rarement produit dans de grandes barriques comme le whisky, et il peut contenir des impuretés. Les odeurs anormales peuvent provenir d'un mauvais brassage, des conditions de fermentation ou de distillation, et des conteneurs inadaptés de stockage. En Amérique du Nord, il est souvent associé aux Appalaches et Provinces de l'Atlantique.

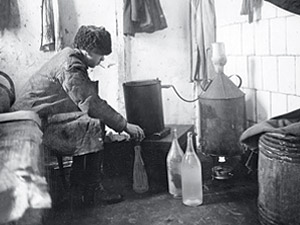
Production de vodka artisanale (samogon) en URSS en 1920.

La production se fait généralement à l'aide de petits alambics. En règle générale, elle est faite par le producteur au clair de lune (d'où le nom de moonshine) pour éviter les conséquences judiciaires d'une distillation sans concession étatique. L'alambic est en cuivre ou en acier inoxydable, et est habituellement accompagné d'un cylindre rempli d'eau avec une bobine de tube de cuivre faisant office de condenseur. Cette structure traditionnelle était populaire auprès des producteurs de moonshine au début en raison de sa simplicité et de sa facilité de construction. Les alambics à double distillation plus efficaces sont à la disposition du moonshiner moderne, que ce soit auto-construit, assemblé à partir d'un kit, ou acheté entièrement assemblé.
Les alcools de contrebande à base de céréales (orge maltée) ou de pommes de terre fabriqués illégalement en Irlande sont appelés poitín ou poteen. Comme ailleurs, le poteen est à la base du folklore de montagnards astucieux opposés aux droits d'accise comme dans la chanson The Hackler from Grouse Hall. Dans le passé, le brouillard de fumée qui s'échappait d'un flanc de colline isolé permettait de savoir qu'un fabricant de poteen était à l'action. Plus tard, ce risque fut éliminé par l'utilisation de gaz en bouteille pour tirer ce breuvage clandestinement.

## Utilités
Généralement, la distillation illicite est associée à la fabrication de l’éthanol pour des boissons ; elle est aussi pratiquée pour créer du biocarburant.

## Risque

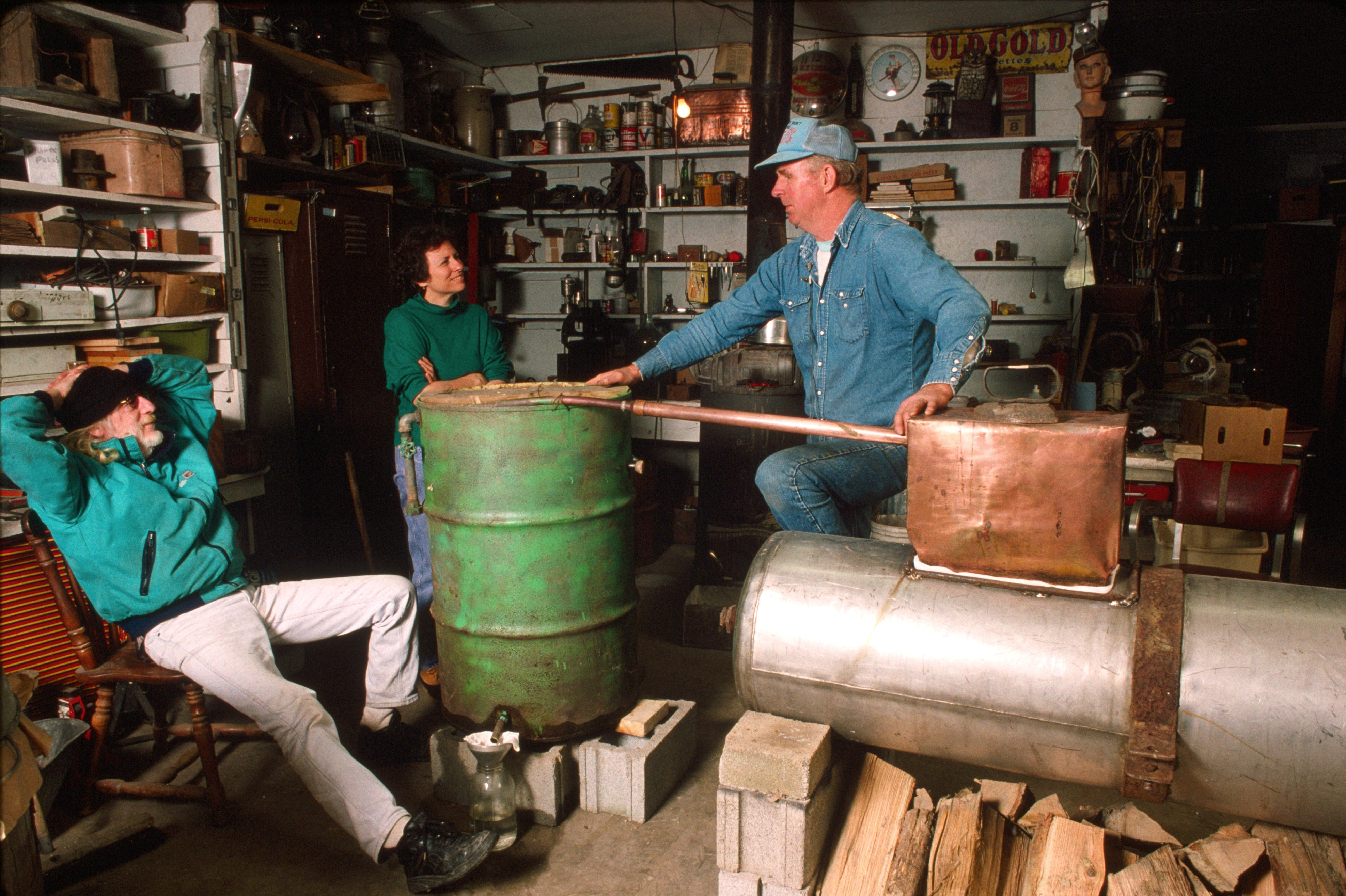
John Bowman, un fermier moonshiner de la Virginie-Occidentale explique le travail. Novembre 1996. American Folklife Center.

Outre que l'alcool éthylique a une toxicité propre, les eaux-de-vie mal produites peuvent être contaminées, principalement par les matériaux utilisés dans certains récipients (bidons contenant des soudures ou un étamage par exemple) ou dans l'alambic. Ainsi des alambics utilisant les radiateurs d'automobiles comme condenseur sont particulièrement dangereux, source de saturnisme d'une part, et d'autre part parfois d'intoxication par le glycol résiduel (antigel utilisé dans le radiateur). Les soudures à l'étain peuvent aussi contenir du plomb et parfois des soudures au plomb sont retrouvées au niveau des raccords à la tuyauterie. Le glycol et le plomb sont deux substances toxiques et potentiellement mortelles.

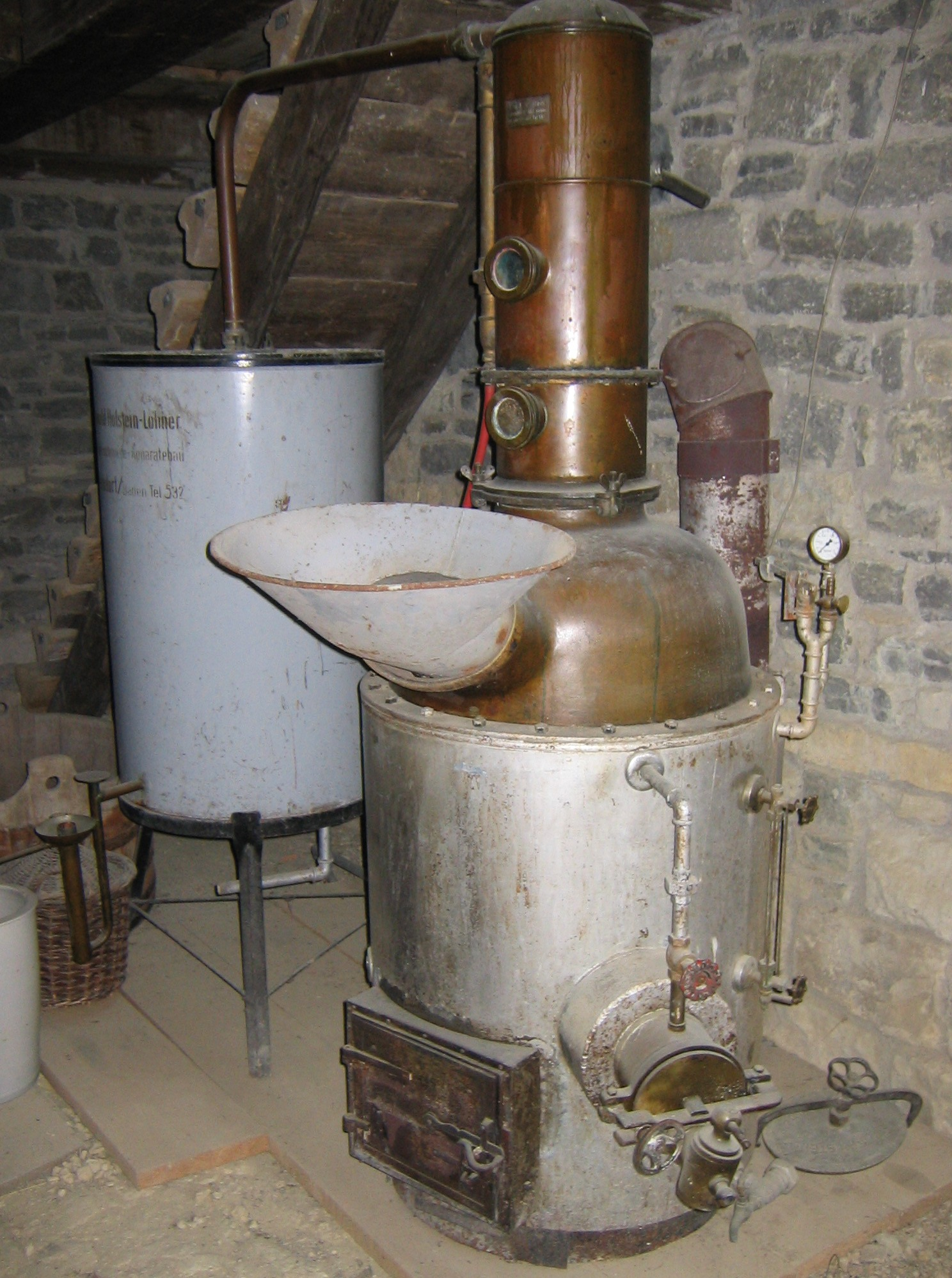
Dispositif pour produire du samogon russe.

Bien que le méthanol ne soit pas produit en quantité (par hydrolyse enzymatique de la pectine,) pour atteindre une dose nocive pour la santé, la contamination est toujours possible, et certains distillateurs sans scrupules utilisent même parfois du méthanol à bas prix pour accroître le titrage apparent du produit. Les premiers produits qui sortent du condenseur (la « tête ») sont normalement éliminés parce qu'ils contiennent la majeure partie du méthanol venant du moût, celui-ci se vaporisant à une température plus basse que l'éthanol. La « tête » contient également typiquement de petites quantités d'autres composés indésirables tels que l'acétone et divers aldéhydes.
Le Bengale-Occidental, en Inde, a une industrie florissante d'alcool de contrebande. Des lots contaminés de méthanol   ont causé la mort de plusieurs centaines d'habitants ces dernières années : 100 habitants de Mumbai en 2004, 180 en 2008, 136 en 2009 , 170 en  2011, 12 en 2013 dans l'État de Uttar-Pradesh et au moins 102 en 2015.
Les concentrations en alcool supérieures à environ 50 % d'alcool par volume (100°) sont inflammables et donc dangereuses à manipuler. Cela est particulièrement vrai au cours du processus de distillation, l'alcool vaporisé peut s'accumuler dans un environnement insuffisamment ventilé.

### Mélanges
L'alcool a parfois été mélangé avec un adultérant (par exemple le méthanol, hydroxyde de sodium) avec l'intention d'augmenter la teneur apparente en alcool :  de grosses bulles avec une courte durée indiqueraient une forte teneur en alcool. Cette pratique a parfois donné lieu à des mélanges toxiques pouvant entraîner la cécité ou la mort. Bien que les cas d'intoxication soient rares, en particulier dans les pays développés, ils sont une source d'inquiétude quant à la sécurité de ces produits.
L'alcool peut être aromatisé avec des fruits ou de l'écorce. Le moût peut être cuit avec du bouleau pour obtenir un goût de menthe. L'arôme de fruit peut être ajouté au produit avant la mise en bouteille.

### Test de qualité
Une estimation rapide du degré alcoolique peut être obtenue en secouant le mélange dans un récipient transparent. La formation de grosses bulles disparaissant rapidement indique un plus haut degré alcoolique que si de petites bulles restent un peu plus longtemps.
Un test populaire, mais non fiable, de la qualité de la distillation consistait à brûler une petite quantité dans une cuillère. Si la flamme est :
- bleue : la qualité est correcte
- jaune : la qualité est médiocre (le distillat est contaminé par les fusel, fusel signifiant "mauvais alcool" en allemand)
- rougeâtre : du plomb est présent dans le distillat, probablement dû à l'utilisation d'un radiateur comme condenseur (Les canalisations de l'époque étant en plomb, les radiateurs contenaient des dépôts de plomb et/ou des soudures au plomb).

Cela a conduit à la phrase : « Le plomb brûle rouge et vous tue. » (La phrase d'origine Lead burn red and make you dead fait rimer lead (« plomb ») avec red (« rouge ») et dead (« mort ») ce qui la rend simple à retenir).
Bien que le test de la flamme renseigne sur la présence de plomb et de fusel, il ne révèle pas la présence de méthanol, qui brûle avec une flamme invisible.
Au XVIIIe, les marins britanniques étant payés en partie en rhum, ils testaient l'alcool en le mélangeant à de la poudre noire. Si le mélange pouvait brûler, alors le rhum contenait au moins 57° d'alcool. Mais un journaliste de The Atlantic ayant reproduit l'expérience a obtenu des résultats assez aléatoires.

## Culture
Le terme anglais Moonshiners fut créé par les contrebandiers qui, clandestinement (« à la lumière de la Lune ») produisaient et distribuaient du whisky,. 
Dans la culture russe, les distilleurs clandestins sont appelés samogónchtchikis (самогонщики), c'est-à-dire ceux qui brassent eux-mêmes, et l'alcool de contrebande de samogón (самогон).
Les croix de saint André X alignées sur les bouteilles indiquaient chacune le nombre de fois que le mélange avait été distillé par l'alambic. Le substrat de base est similaire à de la bière et contient 5 à 10% d'alcool par volume. Le premier passage fait monter la teneur à 30-40% (le reste étant de l'eau chargée d'impuretés), le second à 60-70%. Le troisième passage élève la teneur en alcool du produit à plus de 80%, ce qui en fait pratiquement de l'alcool pur, et était ainsi noté de trois croix X horizontales. Cette notation se retrouve souvent dans la culture populaire, les cartoons, etc.

## Filmographie
- 1961 : Les Fabricants de gnôle (ru) (en russe : Самогонщики) de Leonid Gaïdaï